# Großer Preis von San Marino 1986
Der Große Preis von San Marino 1986 (offiziell 6º Gran Premio di San Marino) fand am 27. April auf dem Autodromo Dino Ferrari in Imola statt und war das dritte Rennen der Formel-1-Weltmeisterschaft 1986.

## Berichte

### Hintergrund
Da Zakspeed als letztes der teilnehmenden Teams sein Engagement mit Huub Rothengatter auf zwei Fahrzeuge erweiterte, wurden ausschließlich Zwei-Wagen-Teams für das Rennen in Imola gemeldet, was zum damaligen Zeitpunkt noch recht ungewöhnlich war und erst im Laufe der folgenden Jahre zum Standard wurde.
Alan Jones pilotierte einen neuen Wagen des Typs Lola THL2, der erstmals über einen Turbomotor von Cosworth verfügte. Sein Teamkollege Patrick Tambay ging zunächst weiterhin im THL1 mit Hart-Motor an den Start.
Das Schweizer Team Ekström Grand Prix Racing hatte sein Formel-1-Debüt für das Rennen in Imola angekündigt. Auf einer frühen Meldeliste war Ekström mit einem Auto mit Motori-Moderni-Motor für Mauro Baldi verzeichnet; Baldi sollte die Startnummer 30 haben. Das Team erschien allerdings nicht.

### Training
Zum dritten Mal in Folge lautete die Startreihenfolge auf den ersten drei Plätzen Ayrton Senna vor Nelson Piquet und Nigel Mansell. Der amtierende Weltmeister Alain Prost qualifizierte sich für den vierten Startplatz vor Michele Alboreto und Keke Rosberg.

### Rennen
Piquet übernahm zunächst die Führung vor Senna, während Mansell aufgrund eines Motorproblems hinter die beiden McLaren-Piloten Prost und Rosberg zurückfiel. In der vierten Runde zogen beide McLaren an Senna vorbei. Rosberg überholte zudem seinen Teamkollegen Prost und lag dadurch auf dem zweiten Rang.
Nach Sennas technisch bedingtem Ausfall in Runde zwölf lag Alboreto auf dem vierten Rang vor René Arnoux, Teo Fabi und Gerhard Berger.
In der 29. Runde gelangte Rosberg in Führung. Da Prosts Boxenstopp jedoch etwas schneller ablief als der des Finnen, übernahm der Franzose ab der 33. Runde die Spitzenposition und verteidigte diese bis ins Ziel. Piquet, der nach den Boxenstopps auf dem dritten Rang lag, musste Benzin sparen und dabei aufpassen, nicht von Alboreto überholt zu werden, der ihm dicht folgte. Dieser schied jedoch kurz vor dem Ende des Rennens aufgrund eines Turboladerschadens aus.
Dadurch, dass Rosberg zwei Runden vor Schluss der Kraftstoff ausging, wurde Piquet letzten Endes Zweiter vor Berger, der seinerseits von dem ebenfalls durch Kraftstoffmangel bedingten Ausfall Riccardo Patreses profitierte. Stefan Johansson kam als Vierter ins Ziel. Rosberg und Patrese wurden aufgrund ihrer zurückgelegten Distanz als Fünfter und Sechster gewertet.

## Meldeliste
| Team                           | Nr. | Fahrer             | Chassis        | Motor                         | Reifen |
| ------------------------------ | --- | ------------------ | -------------- | ----------------------------- | ------ |
| Marlboro McLaren International | 01  | Alain Prost        | McLaren MP4/2C | TAG/Porsche TTE PO1 1.5 V6t   | G      |
| Marlboro McLaren International | 02  | Keke Rosberg       | McLaren MP4/2C | TAG/Porsche TTE PO1 1.5 V6t   | G      |
| Data General Team Tyrrell      | 03  | Martin Brundle     | Tyrrell 014    | Renault EF15 1.5 V6t          | G      |
| Data General Team Tyrrell      | 04  | Philippe Streiff   | Tyrrell 014    | Renault EF15 1.5 V6t          | G      |
| Canon Williams Honda Team      | 05  | Nigel Mansell      | Williams FW11  | Honda RA166E 1.5 V6t          | G      |
| Canon Williams Honda Team      | 06  | Nelson Piquet      | Williams FW11  | Honda RA166E 1.5 V6t          | G      |
| Motor Racing Developments      | 07  | Riccardo Patrese   | Brabham BT55   | BMW M12/13 1.5 L4t            | P      |
| Motor Racing Developments      | 08  | Elio de Angelis    | Brabham BT55   | BMW M12/13 1.5 L4t            | P      |
| John Player Special Team Lotus | 11  | Johnny Dumfries    | Lotus 98T      | Renault EF15B 1.5 V6t         | G      |
| John Player Special Team Lotus | 12  | Ayrton Senna       | Lotus 98T      | Renault EF15B 1.5 V6t         | G      |
| West Zakspeed Racing           | 14  | Jonathan Palmer    | Zakspeed 861   | Zakspeed 1500/4 1.5 L4t       | G      |
| West Zakspeed Racing           | 29  | Huub Rothengatter  | Zakspeed 861   | Zakspeed 1500/4 1.5 L4t       | G      |
| Team Haas (USA) Ltd            | 15  | Alan Jones         | Lola THL2      | Ford Cosworth GBA 1.5 V6t     | G      |
| Team Haas (USA) Ltd            | 16  | Patrick Tambay     | Lola THL1      | Hart 415T 1.5 L4t             | G      |
| Barclay Arrows BMW             | 17  | Marc Surer         | Arrows A8      | BMW M12/13 1.5 L4t            | G      |
| Barclay Arrows BMW             | 18  | Thierry Boutsen    | Arrows A8      | BMW M12/13 1.5 L4t            | G      |
| Benetton Formula Ltd           | 19  | Teo Fabi           | Benetton B186  | BMW M12/13 1.5 L4t            | P      |
| Benetton Formula Ltd           | 20  | Gerhard Berger     | Benetton B186  | BMW M12/13 1.5 L4t            | P      |
| Osella Squadra Corse           | 21  | Piercarlo Ghinzani | Osella FA1G    | Alfa Romeo 890T 1.5 V8t       | P      |
| Osella Squadra Corse           | 22  | Christian Danner   | Osella FA1F    | Alfa Romeo 890T 1.5 V8t       | P      |
| Minardi F1 Team                | 23  | Andrea de Cesaris  | Minardi M185B  | Motori Moderni 615-90 1.5 V6t | P      |
| Minardi F1 Team                | 24  | Alessandro Nannini | Minardi M185B  | Motori Moderni 615-90 1.5 V6t | P      |
| Équipe Ligier                  | 25  | René Arnoux        | Ligier JS27    | Renault EF15 1.5 V6t          | P      |
| Équipe Ligier                  | 26  | Jacques Laffite    | Ligier JS27    | Renault EF15 1.5 V6t          | P      |
| Scuderia Ferrari SpA SEFAC     | 27  | Michele Alboreto   | Ferrari F1/86  | Ferrari 032 1.5 V6t           | G      |
| Scuderia Ferrari SpA SEFAC     | 28  | Stefan Johansson   | Ferrari F1/86  | Ferrari 032 1.5 V6t           | G      |

## Klassifikationen

### Qualifying
| Pos. | Fahrer             | Konstrukteur           | Qualifikationstraining 1 | Qualifikationstraining 1 | Qualifikationstraining 2 | Qualifikationstraining 2 | Start |
| Pos. | Fahrer             | Konstrukteur           | Zeit                     | Ø-Geschwindigkeit        | Zeit                     | Ø-Geschwindigkeit        | Start |
| ---- | ------------------ | ---------------------- | ------------------------ | ------------------------ | ------------------------ | ------------------------ | ----- |
| 01   | Ayrton Senna       | Lotus-Renault          | 1:25,050                 | 213,333 km/h             | 1:25,286                 | 212,743 km/h             | 01    |
| 02   | Nelson Piquet      | Williams-Honda         | 1:25,890                 | 211,247 km/h             | 1:25,569                 | 212,039 km/h             | 02    |
| 03   | Nigel Mansell      | Williams-Honda         | 1:26,752                 | 209,148 km/h             | 1:26,159                 | 210,587 km/h             | 03    |
| 04   | Alain Prost        | McLaren-TAG-Porsche    | 1:26,273                 | 210,309 km/h             | 1:26,176                 | 210,546 km/h             | 04    |
| 05   | Michele Alboreto   | Ferrari                | 1:26,428                 | 209,932 km/h             | 1:26,263                 | 210,334 km/h             | 05    |
| 06   | Keke Rosberg       | McLaren-TAG-Porsche    | 1:26,956                 | 208,657 km/h             | 1:26,385                 | 210,036 km/h             | 06    |
| 07   | Stefan Johansson   | Ferrari                | 1:27,497                 | 207,367 km/h             | 1:27,009                 | 208,530 km/h             | 07    |
| 08   | René Arnoux        | Ligier-Renault         | 1:28,362                 | 205,337 km/h             | 1:27,403                 | 207,590 km/h             | 08    |
| 09   | Gerhard Berger     | Benetton-BMW           | 1:28,559                 | 204,880 km/h             | 1:27,444                 | 207,493 km/h             | 09    |
| 10   | Teo Fabi           | Benetton-BMW           | 1:29,328                 | 203,117 km/h             | 1:27,538                 | 207,270 km/h             | 10    |
| 11   | Patrick Tambay     | Lola-Hart              | 1:29,665                 | 202,353 km/h             | 1:27,860                 | 206,510 km/h             | 11    |
| 12   | Thierry Boutsen    | Arrows-BMW             | 1:29,931                 | 201,755 km/h             | 1:28,022                 | 206,130 km/h             | 12    |
| 13   | Martin Brundle     | Tyrrell-Renault        | 1:29,687                 | 202,304 km/h             | 1:28,329                 | 205,414 km/h             | 13    |
| 14   | Jacques Laffite    | Ligier-Renault         | 1:28,411                 | 205,223 km/h             | 1:28,389                 | 205,274 km/h             | 14    |
| 15   | Marc Surer         | Arrows-BMW             | 1:30,156                 | 201,251 km/h             | 1:28,637                 | 204,700 km/h             | 15    |
| 16   | Riccardo Patrese   | Brabham-BMW            | 1:30,341                 | 200,839 km/h             | 1:28,828                 | 204,260 km/h             | 16    |
| 17   | Johnny Dumfries    | Lotus-Renault          | 1:29,244                 | 203,308 km/h             | 1:29,607                 | 202,484 km/h             | 17    |
| 18   | Alessandro Nannini | Minardi-Motori Moderni | 1:29,985                 | 201,634 km/h             | 1:29,244                 | 203,308 km/h             | 18    |
| 19   | Elio de Angelis    | Brabham-BMW            | 1:30,881                 | 199,646 km/h             | 1:29,713                 | 202,245 km/h             | 19    |
| 20   | Jonathan Palmer    | Zakspeed               | 1:33,352                 | 194,361 km/h             | 1:30,024                 | 201,546 km/h             | 20    |
| 21   | Alan Jones         | Lola-Ford              | 1:30,087                 | 201,405 km/h             | 1:30,517                 | 200,449 km/h             | 21    |
| 22   | Philippe Streiff   | Tyrrell-Renault        | 1:30,123                 | 201,325 km/h             | 1:32,358                 | 196,453 km/h             | 22    |
| 23   | Andrea de Cesaris  | Minardi-Motori Moderni | 1:30,956                 | 199,481 km/h             | 1:30,131                 | 201,307 km/h             | 23    |
| 24   | Huub Rothengatter  | Zakspeed               | 1:40,903                 | 179,816 km/h             | 1:31,953                 | 197,318 km/h             | 24    |
| 25   | Christian Danner   | Osella-Alfa Romeo      | 1:37,485                 | 186,121 km/h             | 1:33,806                 | 193,420 km/h             | 25    |
| 26   | Piercarlo Ghinzani | Osella-Alfa Romeo      | 1:34,461                 | 192,079 km/h             | keine Zeit               | –                        | 26    |

### Rennen
| Pos. | Fahrer             | Konstrukteur           | Runden | Stopps | Zeit        | Start | Schnellste Runde |
| ---- | ------------------ | ---------------------- | ------ | ------ | ----------- | ----- | ---------------- |
| 01   | Alain Prost        | McLaren-TAG-Porsche    | 60     | 1      | 1:32:28,408 | 04    | 1:29,464 (41.)   |
| 02   | Nelson Piquet      | Williams-Honda         | 60     | 1      | + 7,645     | 02    | 1:28,667 (57.)   |
| 03   | Gerhard Berger     | Benetton-BMW           | 59     | 1      | + 1 Runde   | 09    | 1:29,141 (58.)   |
| 04   | Stefan Johansson   | Ferrari                | 59     | 0      | + 1 Runde   | 07    | 1:30,768 (53.)   |
| 05   | Keke Rosberg       | McLaren-TAG-Porsche    | 58     | 0      | DNF         | 06    | 1:29,652 (58.)   |
| 06   | Riccardo Patrese   | Brabham-BMW            | 58     | 0      | DNF         | 16    | 1:31,842 (85.)   |
| 07   | Thierry Boutsen    | Arrows-BMW             | 58     | 0      | + 2 Runden  | 12    | 1:33,435 (54.)   |
| 08   | Martin Brundle     | Tyrrell-Renault        | 58     | 0      | + 2 Runden  | 13    | 1:34,022 (51.)   |
| 09   | Marc Surer         | Arrows-BMW             | 57     | 0      | DNF         | 15    | 1:33,565 (49.)   |
| 10   | Michele Alboreto   | Ferrari                | 56     | 0      | DNF         | 05    | 1:30,316 (43.)   |
| –    | Piercarlo Ghinzani | Osella-Alfa Romeo      | 52     | 0      | DNF         | 26    | 1:35,748 (23.)   |
| –    | René Arnoux        | Ligier-Renault         | 46     | 0      | DNF         | 08    | 1:31,435 (42.)   |
| –    | Philippe Streiff   | Tyrrell-Renault        | 41     | 0      | DNF         | 22    | 1:34,811 (22.)   |
| –    | Teo Fabi           | Benetton-BMW           | 39     | 0      | DNF         | 10    | 1:32,246 (20.)   |
| –    | Jonathan Palmer    | Zakspeed               | 38     | 1      | DNF         | 20    | 1:33,406 (37.)   |
| –    | Christian Danner   | Osella-Alfa Romeo      | 31     | 1      | DNF         | 25    | 1:34,558 (24.)   |
| –    | Alan Jones         | Lola-Ford              | 28     | 1      | DNF         | 21    | 1:32,615 (22.)   |
| –    | Andrea de Cesaris  | Minardi-Motori Moderni | 20     | 0      | DNF         | 23    | 1:34,134 (19.)   |
| –    | Elio de Angelis    | Brabham-BMW            | 19     | 0      | DNF         | 19    | 1:32,544 (19.)   |
| –    | Jacques Laffite    | Ligier-Renault         | 14     | 0      | DNF         | 14    | 1:33,223 (12.)   |
| –    | Ayrton Senna       | Lotus-Renault          | 11     | 0      | DNF         | 01    | 1:31,999 (06.)   |
| –    | Nigel Mansell      | Williams-Honda         | 8      | 0      | DNF         | 03    | 1:32,145 (08.)   |
| –    | Johnny Dumfries    | Lotus-Renault          | 8      | 0      | DNF         | 17    | 1:34,540 (05.)   |
| –    | Huub Rothengatter  | Zakspeed               | 7      | 0      | DNF         | 24    | 1:36,263 (07.)   |
| –    | Patrick Tambay     | Lola-Hart              | 5      | 0      | DNF         | 11    | 1:34,321 (04.)   |
| –    | Alessandro Nannini | Minardi-Motori Moderni | 0      | 0      | DNF         | 18    | –                |

## WM-Stände nach dem Rennen
Die ersten sechs des Rennens bekamen 9, 6, 4, 3, 2 bzw. 1 Punkt(e). In der Fahrerwertung wurden die besten elf Resultate, in der Konstrukteurswertung alle Resultate gewertet.

### Fahrerwertung
| Pos. | Fahrer           | Konstrukteur        | Punkte |
| ---- | ---------------- | ------------------- | ------ |
| 01   | Ayrton Senna     | Lotus-Renault       | 15     |
| 02   | Nelson Piquet    | Williams-Honda      | 15     |
| 03   | Alain Prost      | McLaren-TAG-Porsche | 13     |
| 04   | Nigel Mansell    | Williams-Honda      | 6      |
| 05   | Gerhard Berger   | Benetton-BMW        | 6      |
| 06   | Keke Rosberg     | McLaren-TAG-Porsche | 5      |
| 07   | Jacques Laffite  | Ligier-Renault      | 4      |
| 08   | René Arnoux      | Ligier-Renault      | 3      |
| 09   | Stefan Johansson | Ferrari             | 3      |
| 10   | Martin Brundle   | Tyrrell-Renault     | 2      |
| 11   | Teo Fabi         | Benetton-BMW        | 2      |
| 12   | Riccardo Patrese | Brabham-BMW         | 1      |
| 13   | Thierry Boutsen  | Arrows-BMW          | 0      |

| Pos. | Fahrer             | Konstrukteur           | Punkte |
| ---- | ------------------ | ---------------------- | ------ |
| 14   | Philippe Streiff   | Tyrrell-Renault        | 0      |
| 15   | Elio de Angelis    | Brabham-BMW            | 0      |
| 16   | Patrick Tambay     | Lola-Hart              | 0      |
| 17   | Marc Surer         | Arrows-BMW             | 0      |
| 18   | Johnny Dumfries    | Lotus-Renault          | 0      |
| 19   | Michele Alboreto   | Ferrari                | 0      |
| –    | Christian Danner   | Osella-Alfa Romeo      | 0      |
| –    | Jonathan Palmer    | Zakspeed               | 0      |
| –    | Alessandro Nannini | Minardi-Motori Moderni | 0      |
| –    | Andrea de Cesaris  | Minardi-Motori Moderni | 0      |
| –    | Piercarlo Ghinzani | Osella-Alfa Romeo      | 0      |
| –    | Alan Jones         | Lola-Hart              | 0      |
| –    | Huub Rothengatter  | Zakspeed               | 0      |

### Konstrukteurswertung
| Pos. | Konstrukteur        | Punkte |
| ---- | ------------------- | ------ |
| 01   | Williams-Honda      | 21     |
| 02   | McLaren-TAG-Porsche | 18     |
| 03   | Lotus-Renault       | 15     |
| 04   | Benetton-BMW        | 8      |
| 05   | Ligier-Renault      | 7      |
| 06   | Ferrari             | 3      |
| 07   | Tyrrell-Ford        | 2      |

| Pos. | Konstrukteur           | Punkte |
| ---- | ---------------------- | ------ |
| 08   | Brabham-BMW            | 1      |
| 09   | Arrows-BMW             | 0      |
| 10   | Lola-Hart              | 0      |
| –    | Osella-Alfa Romeo      | 0      |
| –    | Zakspeed               | 0      |
| –    | Minardi-Motori Moderni | 0      |